# Municipio de Spencer (Nebraska)
El municipio de Spencer (en inglés: Spencer Township) es un municipio ubicado en el condado de Boyd en el estado estadounidense de Nebraska. En el año 2010 tenía una población de 651 habitantes y una densidad poblacional de 3,39 personas por km².

## Geografía
El municipio de Spencer se encuentra ubicado en las coordenadas 42°54′15″N 98°43′13″O / 42.90417, -98.72028. Según la Oficina del Censo de los Estados Unidos, el municipio tiene una superficie total de 191.99 km², de la cual 191,49 km² corresponden a tierra firme y (0,26 %) 0,5 km² es agua.

## Demografía
Según el censo de 2010, había 651 personas residiendo en el municipio de Spencer. La densidad de población era de 3,39 hab./km². De los 651 habitantes, el municipio de Spencer estaba compuesto por el 96,93 % blancos, el 0,15 % eran afroamericanos, el 0,77 % eran amerindios, el 1,08 % eran asiáticos, el 0,46 % eran de otras razas y el 0,61 % eran de una mezcla de razas. Del total de la población el 2 % eran hispanos o latinos de cualquier raza.